# Ликома (остров)

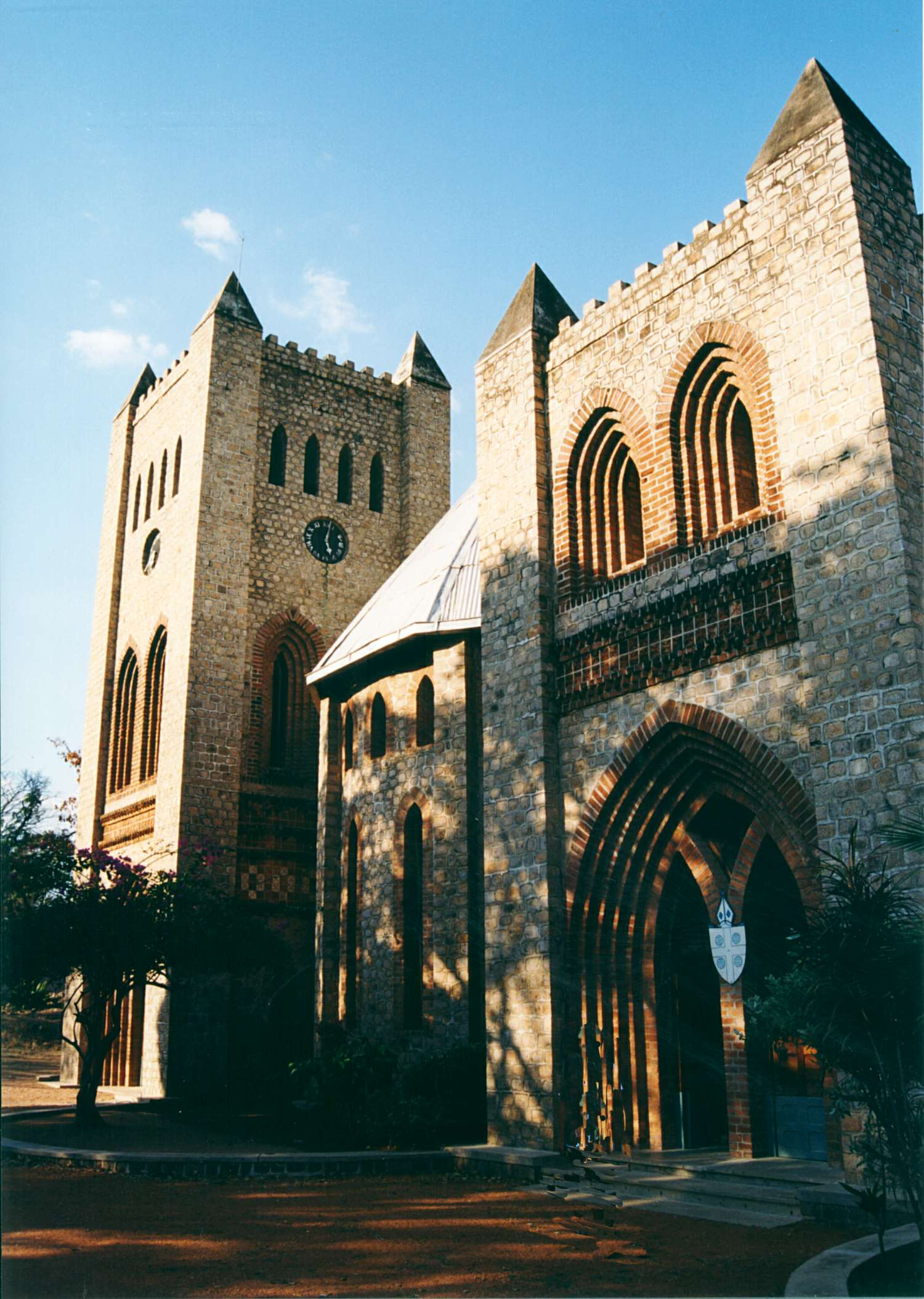
Кафедральный собор Св. Петра

Ликома (англ. Likoma Island) — бо́льший из двух обитаемых островов на озере Ньяса (Малави), вблизи от побережья Мозамбика (в пяти километрах), но являющийся эксклавом Малави в составе округа Ликома вместе со вторым обитаемым островом-эксклавом — Чисумулу.

## Название
По одной из версий переводится с языка ньянджа как «приятный», остров носит такое название с конца XIX — начала XX века, то есть после приезда миссионеров, а до этого было распространено название Chipyela — «огненное место», так как здесь почти до XX века сжигали женщин заподозренных в ворожбе.

## География
Остров расположен в средней части озера Ньяса (Малави/Мозамбик), у его восточного берега в 5 км от берега Мозамбика, в окружении его территориальных вод, в 7 км от города Кобве, в 10 км от острова Чисумула — ещё одного эксклава в составе округа Ликома, и примерно в 25 км от границ побережной Малави. Площадь эксклава — 130 км², включая территориальные воды. Площадь самого острова Ликома — 15 км², размеры — примерно 8 х 3 км. Окружён мелкими островками, такими как Майгано, Масимбве, острова Мбамба, острова Мбузи.

## Природа
Несмотря на высокую плотность населения (604 чел./км²), природа острова в многом осталась нетронутой цивилизацией. Берег в разных частях острова разнообразен — есть и скалы, и болота, и песчаные пляжи. Внутренняя часть острова в основном занята саванной с большим количеством баобабов (вид Адансония пальчатая) и манговых деревьев. Фауна представлена рептилиями, земноводными, птицами и рядом беспозвоночных, включая паука-скорпиона. Воды вокруг острова богаты цихлидами, как и в целом озеро Ньяса, причём некоторые виды, например цихлида-колибри, являются эндемичными. Лес на северо-востоке острова является заповедником.

## История
Первым европейцем, который достиг острова считается Элтон, который попал туда в 1877 году. Как и многие другие европейские исследователи своего времени, он неправильно записал название острова — Дикома. Элтон плавал там, чтобы встретить доктора Давида Ливингстона, но он пропустил его, Ливингстон высадился на Чисумулу.
В 1880-х годах миссионеры Университетской миссии в Центральной Африке, основанной по инициативе Давида Ливингстона, выбрали остров в качестве своей штаб-квартиры, построив кафедральный собор Святого Петра. Именно поэтому острова Ликома были отданы Малави при пересмотре границ после Второй мировой войны.
Первым в 1882 году из Занзибара прибыл преподобный Уильям Джонсон, начавший свою миссионерскую деятельность на лодке — как лучшем транспорте для этого региона. В 1885 году к нему присоединяется Карл Янсон и остров становится центром миссионерства на озере. В начале XX века был построен собор по подобию Вестминстерского аббатства — 100 на 30 метров. Все строительные материалы были доставлены на головах носильщиков. Первый камень в фундамент собора Святого Петра был заложен 27 января 1903 года. Ожидалось, что работы по возведению собора закончатся в сентябре 1905 года, но сложность с транспортировкой материала с материка, в сочетании с задержками в получении из-за рубежа таких материалов, как цветные стекла для витражей привели к задержкам в работе. Миллс писал в 1910 году: «Теперь, в 1910 году, это большая работа близится к завершению … Собор не будет освящён, пока она не закончена». Собор был закончен в следующем году, и был освящён епископом Томасом Фишером Кроутером 14 ноября 1911 года. Это самый большой, самый красивый собор и самый старый в Центральной Африке.

## Население
На острове проживает 9062 человека — большинство населения округа, из них большинство проживает в городе Ликома, остальные рассеяны по десятку деревушек. С 1998 по 2008 годы прирост населения составил примерно 30 %. На одно домохозяйство приходится более 5 человек. Этнически большинство населения — ньянджа (60 %), на втором месте — тонга (25 %), также присутствуют народности тумбука, яо и чева. Почти 100 % населения христиане, в основном англикане.

## Экономика
Основной промысел островитян — рыболовство, хотя представлено и растениеводство (в основном культивируются рис и маниока).

## Инфраструктура
Электричество обеспечивается генератором, который, как правило, выключается после 10 вечера. Существует небольшая телефонная сеть, хотя сами телефоны редки. Отели и учреждения, использующие Интернет, получают сигнал по радиосвязи.

## Транспорт
Дорог с твёрдым покрытием нет и автомобили — редкость. Существует одна взлётная полоса (аэропорт Ликома), которую использует авиакомпания Nyassa Air Taxi для регулярных рейсов из Лилонгве. Основное сообщение с берегом ведётся при помощи парохода MV Ilala, плавающего вдоль озера, останавливаясь во всех более-менее крупных населённых пунктах побережья. Кроме этого существует большое количество небольших лодок, включая доу, которые плавают на остров Чисумула и к берегу Мозамбика.

## Туризм
На острове есть несколько отелей, ориентированных на экотуризм. Прибрежные воды интересны для занятий дайвингом (есть зарегистрированный в PADI центр) и сноркелингом. Правительство Малави пытается развивать эти направления.

## Здравоохранение
Как следствие общей бедности и недостаточного медицинского обслуживания, ситуация с здравоохранением на острове является критическом, хотя о малярии (которая довольно широко распространена в остальной части Малави) и не сообщается. Недавно остров стал предметом научного исследования по эпидемиологии ВИЧ и других венерических заболеваний.

## Образование
Несмотря на минимальное экономическое развитие острова, во всех населённых пунктах есть школы, поэтому в целом грамотность населения находится на достаточно высоком уровне.

## Достопримечательности
Остров известен прежде всего кафедральным собором Святого Петра, одним из крупнейших в Африке, а также центральным базаром города Ликома — Мбамба. В соборе хранятся камни из Кентербери, земля из Иерусалима, резьба из Обераммергау и деревянный крест, сделанный из дерева под которым был похоронен Давид Ливингстон, говоривший, что остров погрузился в озеро на несколько сантиметров под весом собора. По выходным проводится соревнование танцоров 2-х островов Ликома и Чисумула.

## Галерея

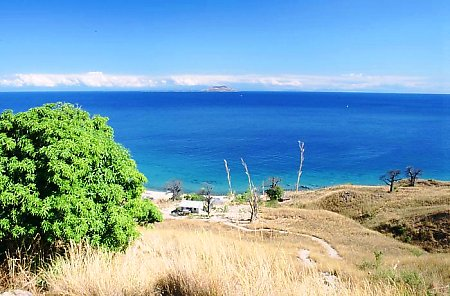
Озеро Ньяса у острова
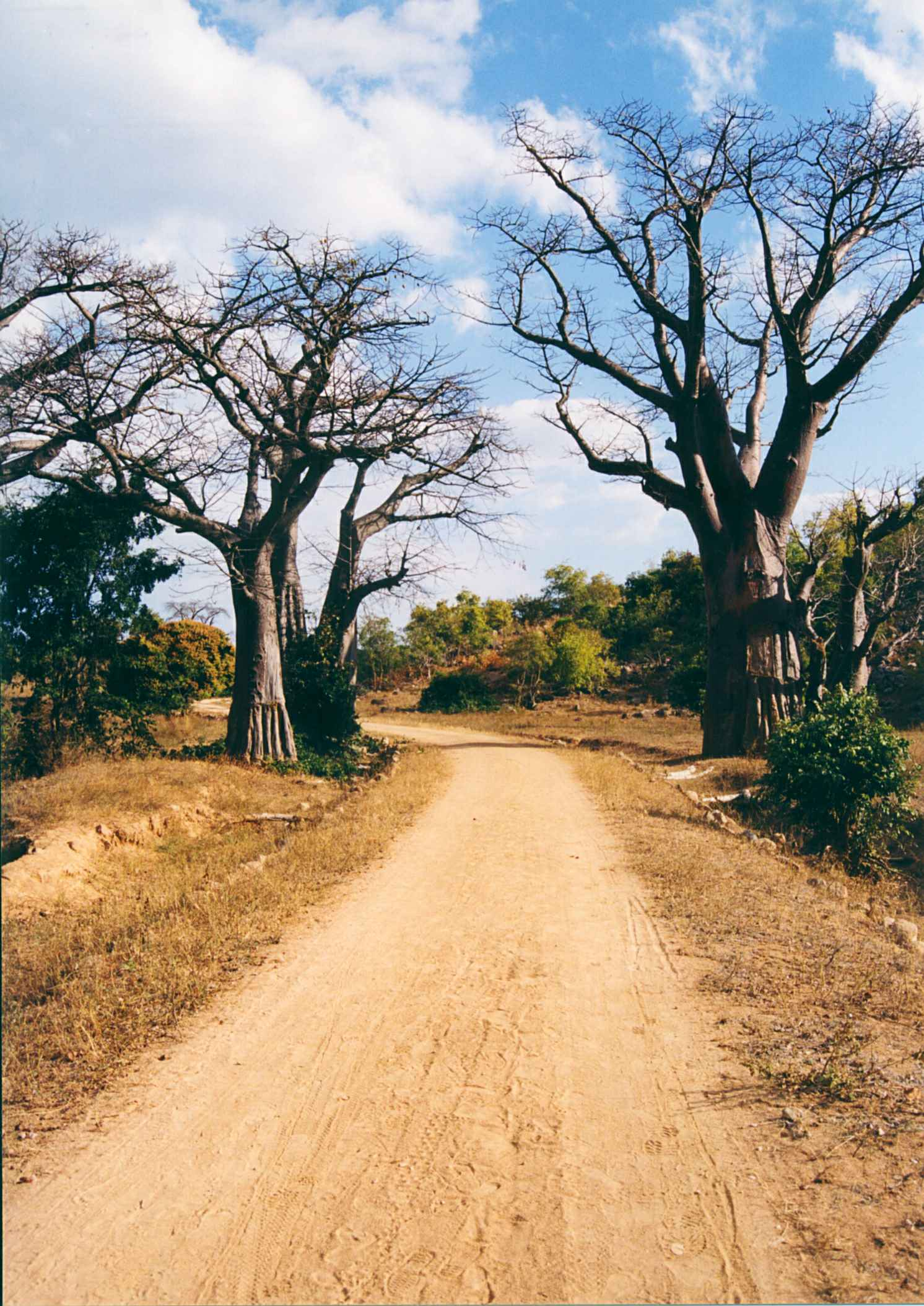
Баобабы
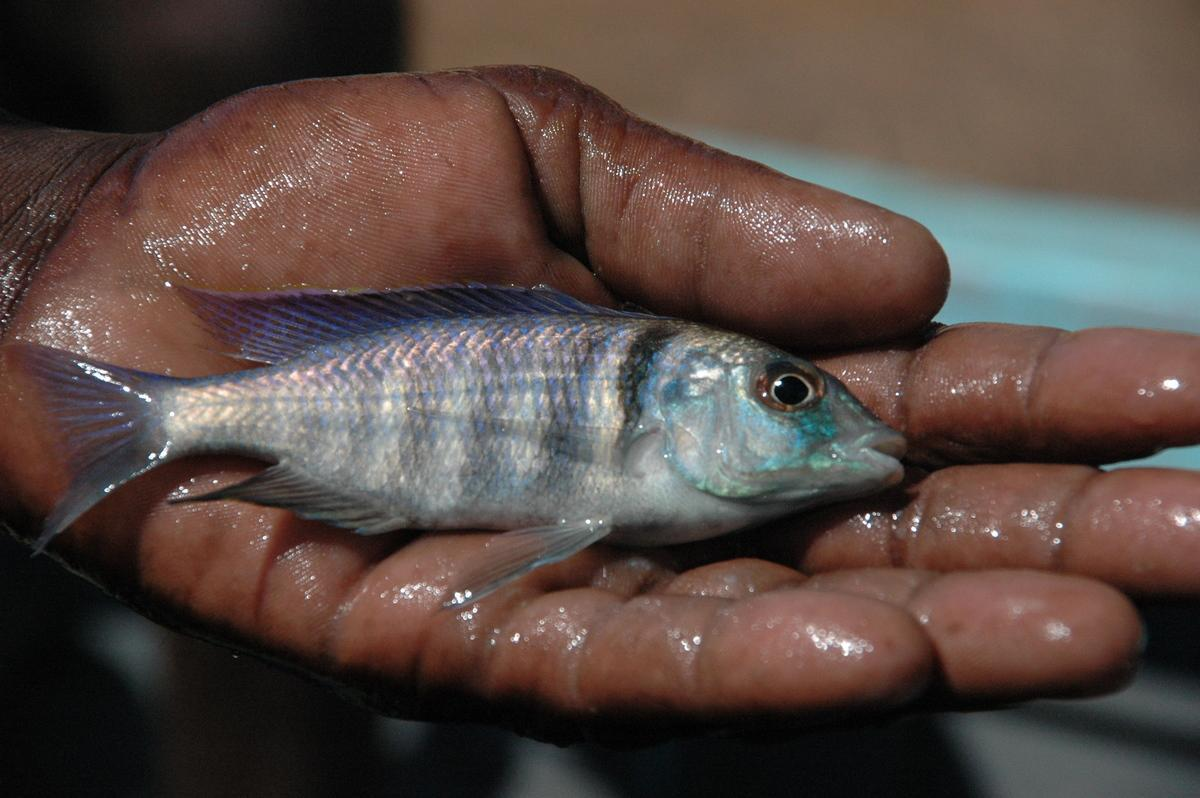
Цихлида в руке ликомского рыбака